# Waschgraben
Le Waschgraben est un ruisseau de 6,2 kilomètres de long du nord de l'Alsace, affluent de la Moder et sous-affluent du Rhin. 

## Cours
La source du ruisseau Waschgraben est située sur le finage de la commune de Kurtzenhouse ; au Sud de la localité. À partir de là, son cours se dirige du Sud-Ouest vers le Nord-Est sur une longueur de 6,2 kilomètres. Après avoir traversé le territoire communal du village de Gries, il se dirige ensuite vers la ville de Bischwiller où il longe le Sud des quartiers Rebgarten et Hanhoffen. Puis, ce ruisseau rejoint la Moder au Sud-Ouest de la localité de Rohrwiller.

## Affluents
Ses deux principaux affluents sont :

### Weihergraben
Ce ruisseau de 5,5 km de long prend sa source au Sud de Weitbruch sous le nom de Bachgraben. Il conflue avec le Waschgraben à Bischwiller au Sud du quartier résidentiel du Rebgarten, au Nord de la gravière locale.
Source :48° 45′ 10″ N, 7° 46′ 54″ E
Confluence : 48° 45′ 04″ N, 7° 50′ 58″ E

### Schnuchengraben
Aussi dénommé Schmuchgraben. Sa source est située près du quartier résidentiel Hanhoffen à Bischwiller. Il conflue avec le Waschgraben sur le territoire de Rohrwiller.
Source :48° 45′ 36″ N, 7° 51′ 58″ E
Confluence : 48° 45′ 11″ N, 7° 53′ 25″ E